# Samizdat
Samizdat (russisk: Самизда́т, bogstaveligt: "selvudgivelse") var udgivelser foretaget af dissidenter i den tidligere Østblok, hvor individuelle personer uden om censuren fremstillede undergrundspublikationer, der blev distribueret af enkeltindivider. Aktiviteten var ulovlig og forbundet med fare for de involverede, da det var forbundet med strafansvar at besidde eller distribuere samizdat. Den russiske dissident Vladimir Bukovskij sammenfattede det således:: "Samizdat: Jeg skriver det selv, redigerer det selv, censurerer det selv, udgiver det selv, distribuerer det selv og sidder selv i fængsel for det."

## Fremstilling og fysisk medium
Samizdat var ikke blot specielt ved sit indhold af tanker og debatter, som det spredte til et bredere publikum, men også ved dets fysiske form. De håndskrevne, ofte krøllede og umage sider med talrige slåfejl og ubestemmelige omslag var med til at adskille og løfte russisk samizdat fra vestlig litteratur. Samizdats fysiske udtryk opstod som følge af mangel på ressourcer og nødvendigheden af at være upåfaldende. Med tiden begyndte dissidenter i USSR at beundre disse kvaliteter for deres egen skyld, idet samizdats ujævne udseende stod i skarp kontrast til det glatte, velproducerede udseende af tekster, der blev sendt fra censurkontoret til udgivelse af staten. Formen samizdat fik forrang frem for de ideer, den udtrykte, og blev et potent symbol på opfindsomheden og den oprørske ånd hos indbyggerne i Sovjetunionen. Faktisk var den fysiske form af samizdat selv ophøjede læsningen af samizdat til en værdsat hemmelig handling.

## Historie
Selvudgivet og selvdistribueret litteratur har en lang tradition i Rusland. Samizdat er imidlertid knyttet til USSR landene under USSR's indflydelsessfære i tiden efter Stalinæraen. Som følge af de autoritære styrers beføjelser til censur opstod i østblokken undergrundslitteratur, hvor tanker og idéer, der ellers blev undertrykt af regimet, blev udgivet mod styrets ønske.

### Eksempler på litteratur udgivet som samizdat
Den første bog i fuld længde der blev distribueret som samizdat, var Boris Pasternaks roman fra 1957, Doctor Zjivago. Selvom det litterære magasin Novij Mir havde udgivet ti digte fra bogen i 1954, blev romanens fulde tekst i 1955 af den sovjetiske censur vurderet uegnet til udgivelse. Romanen blev herefter cirkuleret i form af samizdat. Mikhail Bulgakovs roman Mesteren og Margarita og Václav Havels essay De magtesløses magt blev ligeledes distribueret som samizdat.
Flere værker blev udgivet lovligt af de statskontrollerede medier, men alene i stærkt begrænsede oplag, og var således meget vanskelige at finde i boghandler eller på biblioteker. Mange sådanne værker blev distribueret som samizdat; eksempelvis blev Aleksandr Solsjenitsyns roman En dag i Ivan Denisovitsjs liv bredt distribueret via samizdat.

## Læserskare
Samizdat stammede fra den russiske intelligentsias dissidentbevægelse, og de fleste samizdatudgivelser rettede sig mod en læserskare i de russiske eliter. Selvom udbredelsen af samizdat var relativt lav, med omkring 200.000 læsere i gennemsnit, havde mange af disse læsere indflydelsesrige positioner med kulturel indflydelse og autoritet. Mange embedsmænd inden for statsapparatet og censuren i Sovjetunionen læste også samizdat for at forstå, hvorledes man skulle censurere udgivelserne. Selvom den brede offentlighed til tider kom i kontakt med samizdat, manglede det meste af offentligheden adgang til de få dyre samizdat-tekster, der var i omløb., og udtrykte utilfredshed med det stærkt censurerede læsestof, som staten havde stillet til rådighed.